# Poa sinoglauca
Poa sinoglauca är en gräsart som beskrevs av Jisaburo Ohwi. Poa sinoglauca ingår i släktet gröen, och familjen gräs. Inga underarter finns listade i Catalogue of Life.